# Liste der denkmalgeschützten Objekte in Neusiedl am See
Die Liste der denkmalgeschützten Objekte in Neusiedl am See enthält die 33 denkmalgeschützten, unbeweglichen Objekte der Gemeinde Neusiedl am See im Burgenland (Bezirk Neusiedl am See) in Österreich.

## Denkmäler
| Foto |                 | Denkmal | Standort                                                  | Beschreibung | Metadaten |
| ---- | --------------- | --- | --------------------------------------------------------- | --- | --- |
| ja   | Datei hochladen | Brunnenhaus HERIS-ID: 10063 Objekt-ID: 6115                                                                        | bei Am Anger 18 Standort KG: Neusiedl am See              | | BDA-Hist.: Q38056423 Status: Bescheid Stand der BDA-Liste: 2025-06-30 Name: Brunnenhaus GstNr.: 382/3 |
| ja   | Datei hochladen | Turmruine Tabor HERIS-ID: 10037 Objekt-ID: 6088                                                                    | Am Tabor Standort KG: Neusiedl am See                     | Die Turmruine Tabor auf der Höhe des Wagram ist der Rest einer mittelalterlichen Burg. Im Kuruzzenkrieg 1708 wurde sie mit Graben, Wall und Schanzen befestigt. | BDA-Hist.: Q38055741 Status: § 2a Stand der BDA-Liste: 2025-06-30 Name: Turmruine Tabor GstNr.: 5008 Turmruine Tabor |
| ja   | Datei hochladen | Teilbereich der Kuruzzenschanze HERIS-ID: 206284seit 2020                                                          | Am Tabor Standort KG: Neusiedl am See                     | Die Befestigungsanlage (Erdwall mit Palisaden und kleinen Forts) wurde in den Jahren 1703/04 erbaut und bis zum Ende des 18. Jahrhunderts betrieben. Der Wall sollte die kaiserlichen Truppen der Habsburger im Kampf gegen die Kuruzzen unterstützen – bäuerliche Aufständische aus Ungarn im Gefolge des Aufstandes von Franz II. Rákóczi (1704–1711) – und den Zugang von Ungarn nach Wien sperren. | BDA-Hist.: Q107873869 Status: Bescheid Stand der BDA-Liste: 2025-06-30 Name: Teilbereich der Kuruzzenschanze GstNr.: 5009/1, 3851, 3852, 5009/4, 5008, 5092/6 Kuruzzenschanze, Austria                                       |
| ja   | Datei hochladen | Blaues Kreuz, Immaculatasäule HERIS-ID: 10065 Objekt-ID: 6117                                                      | bei Eisenstädter Straße 27 Standort KG: Neusiedl am See   | Der barocke Steinpfeiler mit einer Figur der Immaculata stammt aus der 2. Hälfte des 18. Jahrhunderts. | BDA-Hist.: Q38056491 Status: § 2a Stand der BDA-Liste: 2025-06-30 Name: Blaues Kreuz, Immaculatasäule GstNr.: 1404/2 |
| ja   | Datei hochladen | Johanneskapelle (Florianikapelle) HERIS-ID: 10007 Objekt-ID: 6058                                                  | Eisenstädter Straße 89 Standort KG: Neusiedl am See       | Ein quadratischer Bau aus dem Ende des 18. Jahrhunderts mit Mansarddach und einem Schmiedeeisengitter. | BDA-Hist.: Q38054673 Status: § 2a Stand der BDA-Liste: 2025-06-30 Name: Johanneskapelle (Florianikapelle) GstNr.: 1517/1, 1517/2                                                                                             |
| ja   | Datei hochladen | Mautsäule HERIS-ID: 10010 Objekt-ID: 6061                                                                          | bei Eisenstädter Straße 205 Standort KG: Neusiedl am See  | Die Mautsäule nordwestlich außerhalb der Stadt ist mit 1616 bezeichnet. | BDA-Hist.: Q38054784 Status: Bescheid Stand der BDA-Liste: 2025-06-30 Name: Mautsäule GstNr.: 2813 |
| ja   | Datei hochladen | Floridankreuz, sog. Pestsäule HERIS-ID: 10016 Objekt-ID: 6067                                                      | bei Eisenstädter Straße 205 Standort KG: Neusiedl am See  | Das Floridankreuz an der Straße nach Jois ist mit 1679 bezeichnet. | BDA-Hist.: Q38055073 Status: Bescheid Stand der BDA-Liste: 2025-06-30 Name: Floridankreuz, sog. Pestsäule GstNr.: 2811/3 |
| ja   | Datei hochladen | Brunnenhaus HERIS-ID: 237098seit 2023                                                                              | Eisenstädter Straße 205, bei Standort KG: Neusiedl am See | | BDA-Hist.: Q119231274 Status: Bescheid Stand der BDA-Liste: 2025-06-30 Name: Brunnenhaus GstNr.: 2811/3 |
| ja   | Datei hochladen | Bürgerhaus HERIS-ID: 10026 Objekt-ID: 6077seit 2014                                                                | Hauptplatz 15 Standort KG: Neusiedl am See                | Das zweigeschoßige Haus mit Rundbogentor weist noch barocke Bausubstanz auf. Anmerkung: Das Gebäude wird derzeit (Sommer 2023) renoviert. In der Fassade wurden mehrere zusätzliche Fensteröffnungen angebracht. | BDA-Hist.: Q38055363 Status: Bescheid Stand der BDA-Liste: 2025-06-30 Name: Bürgerhaus GstNr.: 333 |
| ja   | Datei hochladen | Wohnhaus, Baldingerhof HERIS-ID: 10028 Objekt-ID: 6079                                                             | Hauptplatz 27 Standort KG: Neusiedl am See                | An der Fassade des Baldingerhofs befindet sich ein Relief der Madonna mit den Heiligen Antonius und Johannes Nepomuk aus dem 18. Jahrhundert. | BDA-Hist.: Q38055418 Status: Bescheid Stand der BDA-Liste: 2025-06-30 Name: Wohnhaus, Baldingerhof GstNr.: 322/1 Baldingerhof, Neusiedl am See                                                                               |
| ja   | Datei hochladen | Pestsäule (Dreifaltigkeits- oder Kreuzsäule) HERIS-ID: 10012 Objekt-ID: 6063                                       | bei Hauptplatz 27 Standort KG: Neusiedl am See            | Die Pestsäule, auch Dreifaltigkeits- und Kreuzsäule bezeichnet, in der burgenländischen Bezirkshauptstadt Neusiedl am See. Eine 1713 von Steinmetzmeister Elias Hügel errichtete Säule. Auf den Volutenpodesten des Sockels sind die Heiligen Rochus, Sebastian, Nepomuk und Rosalia dargestellt. Am 2. August wurde das Fehlen des Kopfes der Rosalia gemeldet. | BDA-Hist.: Q38054886 Status: § 2a Stand der BDA-Liste: 2025-06-30 Name: Pestsäule (Dreifaltigkeits- oder Kreuzsäule) GstNr.: 469/1 Pestsäule, Neusiedl am See                                                                |
| ja   | Datei hochladen | Stöckl-Brunnen HERIS-ID: 10036 Objekt-ID: 6087                                                                     | bei Hauptplatz 31-33 Standort KG: Neusiedl am See         | Der sog. Stöcklbrunnen wurde 1892 vom wohlhabenden Ehepaar Josef und Karoline Stöckl gestiftet und sollte den Teilnehmern der Wochen- und Monatsmärkte als Erfrischungsquelle dienen. | BDA-Hist.: Q38055687 Status: § 2a Stand der BDA-Liste: 2025-06-30 Name: Stöckl-Brunnen GstNr.: 469/1 Stöcklbrunnen, Neusiedl am See                                                                                          |
| ja   | Datei hochladen | Kalvarienberg HERIS-ID: 10003 Objekt-ID: 6054                                                                      | Kalvarienberg Standort KG: Neusiedl am See                | Die Anlage wurde 1871 von Paul Schmückl gestiftet. Den Kreuzweg säumen 12 neogotische Bildstöcke mit Reliefs. Die 13. Station (Grablegung) befindet sich ostseitig in einer Nische der Kalvarienbergkapelle. | BDA-Hist.: Q21879099 Status: § 2a Stand der BDA-Liste: 2025-06-30 Name: Kalvarienberg GstNr.: 5658 Kalvarienberg (Neusiedl am See)                                                                                           |
| ja   | Datei hochladen | Kalvarienbergkapelle HERIS-ID: 10004 Objekt-ID: 6055                                                               | Kalvarienberg Standort KG: Neusiedl am See                | Die neugotische Kapelle mit Fassadentürmchen am Südende der Stadt wurde 1871 von Paul Schmückl gestiftet. | BDA-Hist.: Q38054605 Status: § 2a Stand der BDA-Liste: 2025-06-30 Name: Kalvarienbergkapelle GstNr.: 5658 Kalvarienberg (Neusiedl am See)                                                                                    |
| ja   | Datei hochladen | Kreuzigungsgruppe HERIS-ID: 10002 Objekt-ID: 6053                                                                  | Kalvarienberg Standort KG: Neusiedl am See                | Kreuzigungsgruppe mit Maria und Johannes. Ein Werk vom Bildhauer Schafran aus dem Jahr 1872. | BDA-Hist.: Q38054524 Status: § 2a Stand der BDA-Liste: 2025-06-30 Name: Kreuzigungsgruppe GstNr.: 5658 Kalvarienberg (Neusiedl am See)                                                                                       |
| ja   | Datei hochladen | Johannes-/ Eremitenkapelle HERIS-ID: 10005 Objekt-ID: 6056                                                         | Kalvarienberg Standort KG: Neusiedl am See                | Ein barocker Bau mit geschweiftem Rundgiebel und Dachreiter; 1739 von Johannes Georg Fischpach gestiftet. | BDA-Hist.: Q38054659 Status: § 2a Stand der BDA-Liste: 2025-06-30 Name: Johannes-/ Eremitenkapelle GstNr.: 5654 Kalvarienberg (Neusiedl am See)                                                                              |
| ja   | Datei hochladen | Pietà HERIS-ID: 10015 Objekt-ID: 6066                                                                              | bei Kalvarienbergstraße 100 Standort KG: Neusiedl am See  | Das Kreuz mit Pietà nahe der Eremitenkapelle wurde laut Inschrift 1753 errichtet. | BDA-Hist.: Q38055032 Status: § 2a Stand der BDA-Liste: 2025-06-30 Name: Pietà GstNr.: 5654 |
| ja   | Datei hochladen | Torbau, Kirchhofportal HERIS-ID: 10019 Objekt-ID: 6070                                                             | bei Kirchengasse 4 Standort KG: Neusiedl am See           | Das Portal zum alten Friedhof um die Kirche weist einen geschweiften Rundgiebel mit einer Steinfigur der Maria Königin aus dem 18. Jahrhundert auf. | BDA-Hist.: Q38055168 Status: § 2a Stand der BDA-Liste: 2025-06-30 Name: Torbau, Kirchhofportal GstNr.: 364/1 |
| ja   | Datei hochladen | Grab-/Kriegerdenkmal HERIS-ID: 10018 Objekt-ID: 6069                                                               | bei Kirchengasse 4 Standort KG: Neusiedl am See           | | BDA-Hist.: Q38055128 Status: § 2a Stand der BDA-Liste: 2025-06-30 Name: Grab-/Kriegerdenkmal GstNr.: 364/1 |
| ja   | Datei hochladen | Kath. Pfarrkirche hll. Nikolaus u. Gallus HERIS-ID: 10001 Objekt-ID: 6052                                          | Kirchengasse 6 Standort KG: Neusiedl am See               | Die Pfarrkirche in erhöhter Lage abseits der Hauptstraße ist ein im Kern gotischer, in der Barockzeit umgestalteter und erweiterter Sakralbau. Das fünfjochige Schiff erhielt bereits im Frühbarock ein Tonnengewölbe an Stelle der mittelalterlichen Spitzbögen. Nach schweren Schäden durch Brände wurde die Kirche ab 1735 nach Westen erweitert, ausführender Baumeister war Johann Georg Wimpassinger. Der quadratische Ostturm mit einem Zwiebelhelm von 1737 wurde neu errichtet. Im Innenraum ist vor allem die sogenannte Fischerkanzel aus der Mitte des 18. Jahrhunderts bemerkenswert. Das Hochaltarbild aus dem Jahr 1738 mit einer alten Ansicht von Neusiedl erhielt 1898 eine neue Umrahmung. | BDA-Hist.: Q25916721 Status: § 2a Stand der BDA-Liste: 2025-06-30 Name: Kath. Pfarrkirche hll. Nikolaus u. Gallus GstNr.: 363 Pfarrkirche Neusiedl am See                                                                    |
| ja   | Datei hochladen | Kriegerdenkmal von 1922 HERIS-ID: 10017seit 2023                                                                   | Kirchengasse 6, bei Standort KG: Neusiedl am See          | | BDA-Hist.: Q119231275 Status: Bescheid Stand der BDA-Liste: 2025-06-30 Name: Kriegerdenkmal von 1922 GstNr.: 364/1 |
| ja   | Datei hochladen | Wohnhaus, Edthoferhaus HERIS-ID: 10025 Objekt-ID: 6076                                                             | Obere Hauptstraße 31 Standort KG: Neusiedl am See         | | BDA-Hist.: Q38055322 Status: Bescheid Stand der BDA-Liste: 2025-06-30 Name: Wohnhaus, Edthoferhaus GstNr.: 265 |
| ja   | Datei hochladen | Anlage Erholungszentrum mit Hallenbad HERIS-ID: 113355seit 2021                                                    | Sportzentrum 4, bei Standort KG: Neusiedl am See          | Das 1977 errichtete Hallenbad im Stil des Brutalismus ist das einzige aus dieser Zeit stammende, das später nicht verändert wurde. | BDA-Hist.: Q107559482 Status: Bescheid Stand der BDA-Liste: 2025-06-30 Name: Anlage Erholungszentrum mit Hallenbad GstNr.: 5757/17                                                                                           |
| ja   | Datei hochladen | Florianisäule HERIS-ID: 10013 Objekt-ID: 6064                                                                      | bei Untere Hauptstraße 1 Standort KG: Neusiedl am See     | Die Florianisäule beim Aufgang zur Pfarrkirche stammt aus dem Jahr 1745. Eine Kartusche an ihrem Sockel zeigt das Wappen von Neusiedl. | BDA-Hist.: Q38054903 Status: § 2a Stand der BDA-Liste: 2025-06-30 Name: Florianisäule GstNr.: 362 |
| ja   | Datei hochladen | Postamt HERIS-ID: 10033 Objekt-ID: 6084seit 2017                                                                   | Untere Hauptstraße 53 Standort KG: Neusiedl am See        | Das Postamt wurde 1929/30 errichtet. | BDA-Hist.: Q38055544 Status: Bescheid Stand der BDA-Liste: 2025-06-30 Name: Postamt GstNr.: 457/3 |
| ja   | Datei hochladen | Bezirksgericht HERIS-ID: 10032 Objekt-ID: 6083                                                                     | Untere Hauptstraße 57 Standort KG: Neusiedl am See        | Das zweigeschoßige Gebäude wurde 1904 errichtet. | BDA-Hist.: Q38055504 Status: § 2a Stand der BDA-Liste: 2025-06-30 Name: Bezirksgericht GstNr.: 5182/2 |
| ja   | Datei hochladen | Christussäule, Auferstandener Heiland HERIS-ID: 10014 Objekt-ID: 6065                                              | bei Untere Hauptstraße 59 Standort KG: Neusiedl am See    | Die Christussäule an der Unteren Hauptstraße wurde 1609 gestiftet; die Figur des Auferstandenen stammt aus dem 18. Jahrhundert. | BDA-Hist.: Q38054935 Status: § 2a Stand der BDA-Liste: 2025-06-30 Name: Christussäule, Auferstandener Heiland GstNr.: 471/2                                                                                                  |
| ja   | Datei hochladen | Ehem. Kaserne (Prandtauer Hof, ehem. Hauptgebäude und Objekt 1 der Berger-Kaserne) HERIS-ID: 10034 Objekt-ID: 6085 | Untere Hauptstraße 99 Standort KG: Neusiedl am See        | Die ehemalige Kaserne wurde in den Jahren 1853 bis 1856 erbaut, worauf auch die Stiftungsinschrift auf dem Hauptgebäude hinweist. Nachdem sie 2005 vom Bundesheer aufgelassen wurde, wurde 2017 begonnen, das Bauwerk in ein Wohngebäude umzubauen. | BDA-Hist.: Q38055587 Status: Bescheid Stand der BDA-Liste: 2025-06-30 Name: Ehem. Kaserne (Prandtauer Hof, ehem. Hauptgebäude und Objekt 1 der Berger-Kaserne) GstNr.: 533/1, 533/16, 533/17, 533/18, 533/19, 533/20, 533/21 |
| ja   | Datei hochladen | Zeinerkapelle (Ehem. Berger-Kaserne, Objekt 10) HERIS-ID: 10006 Objekt-ID: 6057                                    | bei Untere Hauptstraße 99 Standort KG: Neusiedl am See    | Die Zeinerkapelle bei der ehemaligen Kaserne ist ein Nischenbau mit flachem Giebel und stammt aus dem 18. Jahrhundert. | BDA-Hist.: Q38054666 Status: Bescheid Stand der BDA-Liste: 2025-06-30 Name: Zeinerkapelle (Ehem. Berger-Kaserne, Objekt 10) GstNr.: 537/2                                                                                    |
| ja   | Datei hochladen | Pestsäule HERIS-ID: 10009 Objekt-ID: 6060                                                                          | bei Wiener Straße 15 Standort KG: Neusiedl am See         | Die Pestsäule mit vier Nischenfiguren und einem steinernen Pyramidendach wurde 1696 in nachgotischen Formen errichtet. Im Jahr 1953 wurde sie restauriert und an ihren heutigen Standort an der Abzweigung in Richtung Parndorf versetzt. | BDA-Hist.: Q38054767 Status: § 2a Stand der BDA-Liste: 2025-06-30 Name: Pestsäule GstNr.: 4984/1 |
| ja   | Datei hochladen | Josefs-/Denksäule (Leiner- od. Hirschfeldkreuz) HERIS-ID: 10011 Objekt-ID: 6062                                    | bei Wiener Straße 108 Standort KG: Neusiedl am See        | Die Josefssäule an der Straße Richtung Parndorf ist mit 1749 bezeichnet. | BDA-Hist.: Q38054835 Status: § 2a Stand der BDA-Liste: 2025-06-30 Name: Josefs-/Denksäule (Leiner- od. Hirschfeldkreuz) GstNr.: 3842/7                                                                                       |
| ja   | Datei hochladen | Neunmahdkapelle, Florianikapelle HERIS-ID: 10008 Objekt-ID: 6059                                                   | Standort KG: Neusiedl am See                              | Eine Kapelle aus dem 18. Jahrhundert an der Straße nach Podersdorf mit einer hl.-Florian-Steinfigur im geschweiften Giebel. | BDA-Hist.: Q38054729 Status: § 2a Stand der BDA-Liste: 2025-06-30 Name: Neunmahdkapelle, Florianikapelle GstNr.: 6741/2 |
| ja   | Datei hochladen | Neusiedler Schanze HERIS-ID: 10060 Objekt-ID: 6112                                                                 | Standort KG: Neusiedl am See                              | Die Befestigungsanlage (Erdwall mit Palisaden und kleinen Forts) wurde in den Jahren 1703/04 erbaut und bis zum Ende des 18. Jahrhunderts betrieben. Der Wall sollte die kaiserlichen Truppen der Habsburger im Kampf gegen die Kuruzzen unterstützen – bäuerliche Aufständische aus Ungarn im Gefolge des Aufstandes von Franz II. Rákóczi (1704–1711) – und den Zugang von Ungarn nach Wien sperren. Nahegelegene Teile der Schanze gibt es auch beim Tabor und im benachbarten Parndorf. | BDA-Hist.: Q1645026 Status: § 2a Stand der BDA-Liste: 2025-06-30 Name: Neusiedler Schanze GstNr.: 3851 Kuruzzenschanze, Austria                                                                                              |